# 병천고등학교
병천고등학교(竝川高等學校)는 대한민국 충청남도 천안시 동남구 병천면 탑원리에 있는 공립 고등학교이다.

## 학교 연혁
- 1952년 5월 15일 : 병천고등학교 설립인가
- 1952년 6월 9일 : 병천고등학교 개교(6학급)
- 2011년 7월 7일 : 특성화고등학교 지정
- 2013년 3월 1일 : 병천고등학교 19학급 편성(특수학급1 포함)
- 2019년 3월 1일 : 교육부지정 고교학점제 연구학교 운영
- 2022년 3월 1일 : 충청남도교육청 자율학교 재지정
- 2023년 1월 6일 : 제69회(145명) 졸업 (총 13,148명)
- 2023년 9월 1일 : 제28대 변영우 교장 부임

## 설치 학과
- 조리과
- 미용과

## 참고 자료
- 병천고등학교 - 한국교육학술정보원 학교알리미